# Skåneærmer
Skåneærmer er beklædningsgenstande af stof, anvendt specielt ved madlavning for at skåne ærmerne på tøjet for mad (heraf navnet) der kan sætte sig på og tilsmudse eller på anden måde beskadige tøjet man har på ved denne handling.
Skåneærmerne blev for mange danskeres vedkommende udødeliggjort af den dedikerede tv-kok Kirsten Hüttemeier, som ofte omtalte og bar disse gennem en del af sine udsendelser på TV2.
Skåneærmer er uundværlige for den, der gerne vil rykke brændenælder op – med rode og det hele – i sommervarmen. Gummistøvler, skåneærmer og havehandsker.
| Tøj | Spire Denne artikel om tøj, sko eller lignende er en spire som bør udbygges. Du er velkommen til at hjælpe Wikipedia ved at udvide den. |